# 石本五雄
石本 五雄（いしもと いつお、1897年〈明治30年〉6月18日 - 1940年〈昭和15年〉9月29日）は、日本陸軍の軍人。最終階級は陸軍少将。

## 経歴
本籍兵庫県。陸軍将校・石本新六の五男として生れる。陸軍中央幼年学校予科、同校本科を経て、1918年（大正7年）5月、陸軍士官学校（30期）を卒業。同年12月、歩兵少尉に任官し歩兵第57連隊付となる。1926年（大正15年）12月、陸軍大学校（38期）を卒業した。
陸士教官、第8師団参謀、留守第8師団参謀、東京警備参謀、陸軍省整備局課員などを歴任。1934年（昭和9年）6月、資源局に事務官として出向し、同企画部第2課長、第1課長を務めた。
1937年（昭和12年）11月、北支那方面軍司令部付となり、特務部員（第3課長）を勤める。1939年（昭和14年）1月、陸軍省整備局資源課長に就任し、同年8月、陸軍大佐に昇進。1940年（昭和15年）8月、オランダとの石油取引交渉のため蘭印に派遣された小林使節団（日蘭会商）に随行するが、翌月、出張先のバンドンで死去。陸軍少将に進級した。

## 親族
- 妻 石本勝子 町田経宇（陸軍大将）の娘[1]
- 兄 石本恵吉（実業家）・石本憲治（南満洲鉄道理事）・石本寅三（陸軍中将）・石本巳四雄（東京帝国大学教授・理学博士）[1]
- 義兄弟 瀧川政次郎（法学博士）[1]
- 従兄弟 安達十六（陸軍少将）・安達十九（陸軍中将）・安達二十三（陸軍中将）